# Майен (река)
 Тази статия е за реката във Франция.  За департамента вижте Майен (департамент).  
Майен (на френски: Mayenne) е река в Северозападна Франция (департаменти Орн, Майен и Мен и Лоара), дясна съставяща на Мен (десен приток на Лоара). Дължина 202 km, площ на водосборния басейн 5820 km²..

## Географска характеристика
Река Майен води началото си на 355 m н.в., от южните склонове на Нормандското възвишение, в южната част на департамента Орн, на 15 km западно от град Алансон. В горното течение има западно направление, а в средното и долното южно, като тече през северната част на обширната Лоарска низина в широка и плитка долина, с бавно и спокойно течение, като над 100 km от долното и средното ѝ течение е канализирано чрез водозащитни диги. В град Анже (департамент Мен и Лоара), на 10 m н.в. се слива с идващата отляво река Сарт и двете заедно дават началото на късата (15 km) река Мен, десен приток на Лоара.
Водосборният басейн на Майен обхваща площ от 5820 km², което представлява 27,46% от водосборния басейн на Мен. Речната ѝ мрежа е едностранно развита, с по-големи и по-пълноводни десни притоци и по-къси и маловодни леви. На югозапад, запад, север и североизток водосборният басейн на Майен граничи с водосборните басейни на реките Лоара, Вилен, Куенон, Селюн и Орн, вливащи се директно в Атлантическия океан, а на изток и юг – с водосборния басейн на река Сарт лява съставяща на Мен, десен приток на Лоара.
Основни притоци:
- леви – Жуан (59 km, 422 km²);
- десни – Варен (60 km, 675 km²), Колман (50 km, 245 km²), Ерне (65 km, 375 km²), Удон (103 km, 1480 km²).

Река Майен има предимно дъждовно подхранване с ясно изразено зимно-пролетно (от декември до март) пълноводие в резултат от обилните валежи през сезона и лятно (от юли до септември) маловодие. Среден годишен отток в устието 85 m³/sec.

## Стопанско значение, селища
Майен има важно нранспортно, стопанско и иригационно значение. Плавателна е на протежение над 100 km (до град Майен) са плиткогазещи речни съдове. В горното и средното течение част от водите ѝ се използват за промишлено и битово водоснабдяване, а в долното – за напояване.
Долината на реката е гъсто заселена, като най-големите селища са градовете: Пре ан Пай, Майен, Лавал и Шато Гонтие (департамент Майен), Ле Льон д′Анже и Анже (Мен и Лоара).